# My Guardian Anger
My Guardian Anger – trzeci album studyjny polskiej grupy muzycznej Lux Occulta. Wydawnictwo ukazało się w sierpniu 1999 roku nakładem wytwórni muzycznej Pagan Records. Nagrania zostały zarejestrowane pomiędzy grudniem 1998 a styczniem 1999 roku w olsztyńskim Selani Studio we współpracy z producentem muzycznym Andrzejem Bombą.

## Lista utworów
Opracowano na podstawie materiału źródłowego.
| Nr | Tytuł utworu                       | Słowa                | Muzyka      | Długość |
| -- | ---------------------------------- | -------------------- | ----------- | ------- |
| 1. | „The Heresiarch”                   | Jarosław Szubrycht   | Lux Occulta | 6:26    |
| 2. | „Kiss My Sword”                    | Jarosław Szubrycht   | Lux Occulta | 5:36    |
| 3. | „Triangle”                         | utwór instrumentalny | Lux Occulta | 1:08    |
| 4. | „The Opening of Eleventh Sephirah” | Jarosław Szubrycht   | Lux Occulta | 9:34    |
| 5. | „Nude Sophia”                      | Jarosław Szubrycht   | Lux Occulta | 5:52    |
| 6. | „Cube”                             | utwór instrumentalny | Lux Occulta | 1:04    |
| 7. | „Library on Fire”                  | Jarosław Szubrycht   | Lux Occulta | 7:10    |
| 8. | „Mane-Tekel-Fares”                 | Jarosław Szubrycht   | Lux Occulta | 9:12    |
|    |                                    |                      |             | 46:02   |

## Twórcy
Opracowano na podstawie materiału źródłowego.
| Zespół Lux Occulta w składzie - Jarosław "Jaro.Slav" Szubrycht - wokal prowadzący - Wacław "Vogg" Kiełtyka - gitara prowadząca - Piotr "Peter" Szczurek - gitara rytmiczna - Marcin "Martin" Rygiel - gitara basowa - Jerzy "U.reck" Głód - instrumenty klawiszowe - Krzysztof "Kriss" Szantula - perkusja |  | Dodatkowi muzycy - Dorota Szostak - wokal wspierający - Magdalena Drozdowska - skrzypce - Maria Kowalkowska - skrzypce Produkcja - Bartłomiej Kuźniak - mastering - Andrzej Bomba - produkcja muzyczna - Jacek Wiśniewski - okładka, oprawa graficzna - Tomasz Krajewski - oprawa graficzna, dizajn |